# 中国人民解放军军事科学院战争研究院
中国人民解放军军事科学院战争研究院，位于北京市，是中国人民解放军军事科学院的研究院之一。

## 沿革
1958年，中国人民解放军军事科学院成立。此后组织编制经多次调整，到1966年上半年，设有战争理论研究部、战术研究部、战史研究部、外国军事研究部等4个研究部。1993年后设有战略、战役战术、军制、军事历史、军事百科、外国军事等研究部。2017年改革前，军事科学院设有战争理论和战略研究部、作战理论和条令研究部、军事历史和百科研究部、世界军事研究部、军队建设研究部。
2017年7月19日，新调整组建的军事科学院、国防大学、国防科技大学成立大会暨军队院校、科研机构、训练机构主要领导座谈会在北京八一大楼举行，中共中央总书记、国家主席、中央军委主席习近平向军事科学院、国防大学、国防科技大学授军旗、致训词，出席座谈会并发表讲话。新调整组建的军事科学院成立了中国人民解放军军事科学院战争研究院，成为军事科学院8个研究院之一。
2018年3月4日《解放军报》刊发《军事科学院战争研究院“战争大讲堂”开讲》的报道，指出军事科学院战争研究院的定位是“作为全军专门研究战争的机构”。

## 历任领导
| 战略研究部部长 - 叶剑英 元帅（1958年—1959年，院长兼战略研究部部长） 战争理论研究部部长 - 粟裕 大将（1959年—1962年7月） - 张希钦 少将（1962年7月—1962年） - 高体乾 少将（1962年—1970年） …… - 张静波（1979年—？） - 郭树枋（？—？） 战略研究部部长 - 郭树枋（？—1988年） - 谢国良 少将（1988年—？） - 王普丰 少将（？—？） - 余起芬 少将（？—？） - 姚有志 少将（？—2003年11月） 战争理论和战略研究部部长 - 姚有志 少将（2003年11月—2007年） - 寿晓松 少将（2007年—2011年，战争理论和战略研究部部长） - 赵丕 少将（2011年—2015年，战争理论和战略研究部部长） - 苏宏 少将（2015年—） | 战役战术研究部部长 - 彭绍辉 上将（1958年—1964年，副院长兼战术研究部部长） - 高锐 少将（1964年3月—1970年，战术研究部部长） …… - 张献奎（1980年—1982年，战术研究部部长） - 梁韬（？—？，战术研究部部长） - 许忠敬 少将（1985年3月—1990年4月，战役战术研究部部长） - 张民 少将（？—？，战役战术研究部部长） - 武国卿 少将（？—？，战役战术研究部部长） - 刘永祥 少将（1995年7月—2001年12月，战役战术研究部部长） - 吴政宏 少将（2001年—2003年11月，战役战术研究部部长） 作战理论和条令研究部部长 1. 吴政宏 少将（2003年11月—2006年） 2. 任连生 少将（2006年—2010年） 3. 何雷 少将（2010年—2011年） 4. 张世平 少将（2011年—？） |

### 战争研究院
| 院长 - 陈荣弟 少将（2017年7月—） 副院长 - 毛新宇 少将（2017年7月—） | 政治委员 - 佟海青少将（2017年7月—） 副政治委员 |